# 韓国鉄道7400形ディーゼル機関車

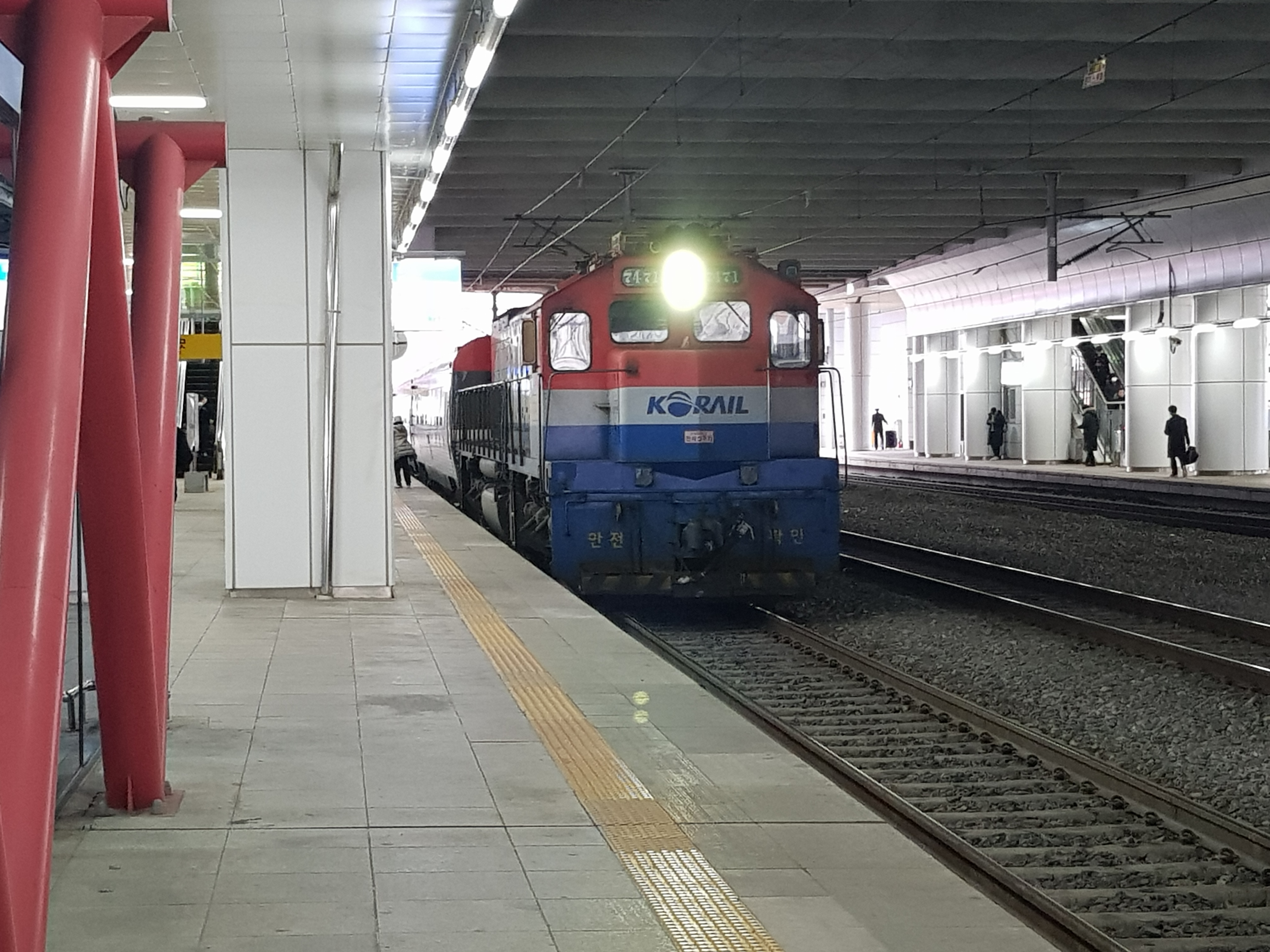
7400形ディーゼル機関車

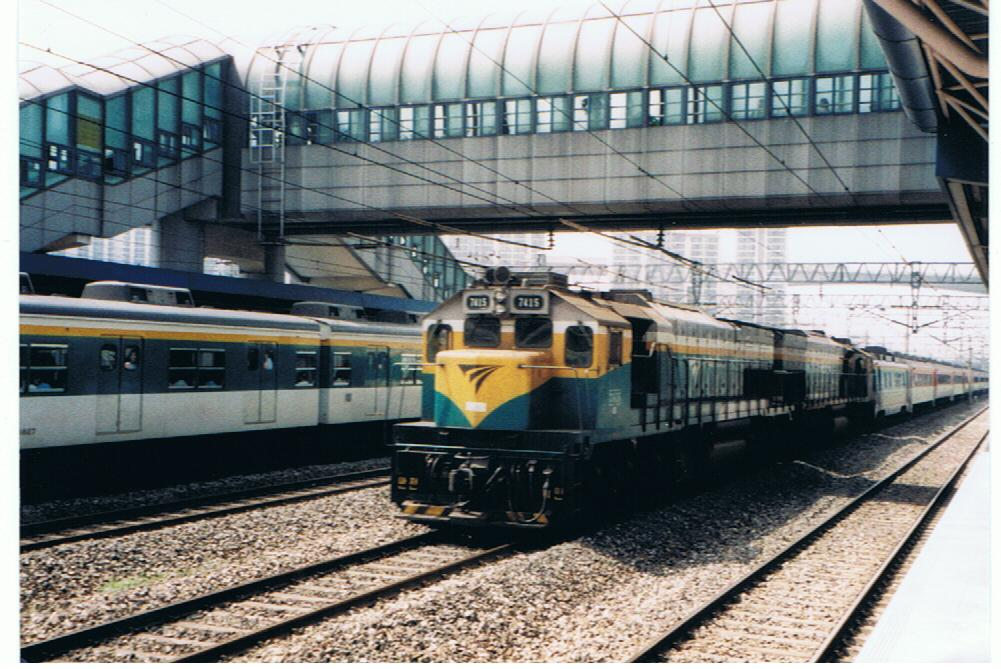
旧塗色の7400形重連、2000年撮影

7400形ディーゼル機関車は、韓国鉄道公社の旅客および貨物列車牽引用の、電気式ディーゼル機関車である。韓国では特大型に分類される。
列車の長大編成化計画にあわせ投入された7300形に続き、追加で1998年から2000年まで投入された。7401号から7444号までの44両が、当時の現代精工で製作された。企業グループ間の事業交換で誕生したメーカーである韓国鉄道車両 (現在の現代ロテム) では、7445号から7484号までの40両が製作された。
7300形との技術的仕様は同じであるが、台車の軸受がローラーベアリングに改良された。運転室の冷房装置が当初から設置された。
映画『新感染 ファイナル・エクスプレス』では、本編の終盤に7448号が登場するほか、ポスターに7451号が登場している。